# 下地真樹
下地 真樹（しもじ まさき、1972年8月23日 - ）は、日本の経済学者。阪南大学経済学部経済学科准教授。

## 経歴・人物
沖縄県那覇市出身。1996年、琉球大学法文学部経済学科・経済学専攻。2002年、神戸大学大学院経済学研究科経済学・経済政策専攻博士後期課程。修士（経済学）。
専攻は公共経済学、特に、近隣迷惑施設（NIMBY）問題及び社会的選択理論。研究テーマは再分配の経済学。下地は「モジモジ先生」と自称している。

## 震災がれき広域処理への批判
環境省の主導する東日本大震災で生じたがれきの広域処理について、復興支援および放射線防護の両面から不合理であると批判。「復興支援のためにこそ、広域処理を容認してはならない」と主張している。
2012年12月5日、J-WAVE のラジオ番組『Jam the WORLD』に出演し、ジャーナリスト堤未果のインタビューに答えて大阪市や環境省の対応の問題点を指摘した。
がれきに関する科学的なセミナーにおいて、司会者の制止を振り切り質問を続けたので、マイクを取り上げられた。また、がれき広域処理への反対活動中に威力業務妨害と不退去の容疑をかけられ、2012年12月9日には大阪府警察警備部（=公安警察）に他の2人とともに逮捕された。警察発表によれば、“10月17日午後2時40分頃から約1時間半、JR大阪駅構内で拡声器を使って「がれき反対」と声を上げながら約40人の参加者を先導、構内を約250mにわたりデモ行進し、通行人らに震災がれきの大阪府内への焼却受け入れに反対するビラを配布。その際、駅員の警告に応じず駅側の業務を妨害した”としている。
弁護士の紀藤正樹は、「勾留理由が無い」と批判している。市民団体「放射能拡散に反対する市民を支援する会」が、不当逮捕および弾圧だとして即時釈放と謝罪を求めており、川那部浩哉、小出裕章、岡真理、井戸謙一ら大学教授や弁護士など50人が呼びかけ人となっている署名に、開始から24時間で4000筆を超える賛同が寄せられている。下地は、12月12日拘置所内から「警察は嘘をついて私を逮捕した」との声明を寄せた。12月13日、「官邸前見守り弁護団」は下地ら5名の勾留者の釈放を求める「市民の表現の自由を尊重するように求める声明」を発表した。12月17日、「本件逮捕は…表現の自由を不当に侵害するもの」などとする「JR大阪駅頭における宣伝活動に対する威力業務妨害罪等の適用に抗議する憲法研究者声明」が出され、12月20日時点で70人の憲法学者が賛同を表明している。2013年1月25日の本人のブログから、2012年12月28日に釈放されたことが判明している。
2013年3月に島浩二教授が、阪南大学当局が逮捕を事前に知らされていたにもかかわらず、何も対処をしなかったことに抗議して、辞職を表明している。